# Jaera atavus
Jaera atavus är en fjärilsart som beskrevs av Rebillard 1958. Jaera atavus ingår i släktet Jaera och familjen juvelvingar. Inga underarter finns listade i Catalogue of Life.